# Triumph 2000
Triumph 2000 середньорозмірний автомобіль з приводом на задні колеса автомобіль, який виготовлявся в Ковентрі компанією Triumph Motor Company в період між 1963 і 1977 року. Автомобіль дебютував 15 жовтня 1963 року.
Моделі з більшим двигуном, відомі як Triumph 2.5 PI і Triumph 2500, випускалися з 1968 року.
Всього виготовлено 324 652 автомобілів.

## Розробка

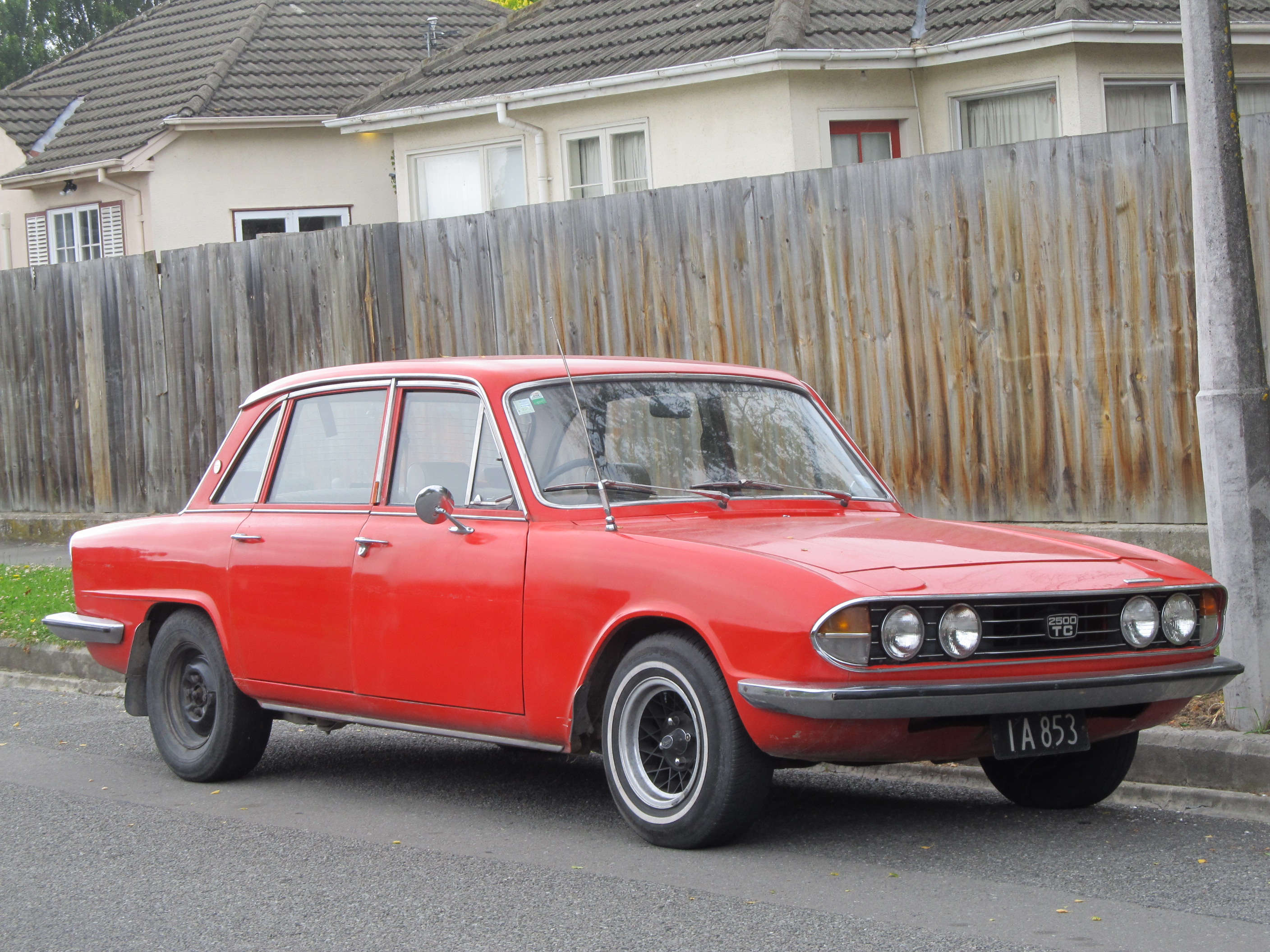
Triumph 2500 TC (1969-1977)

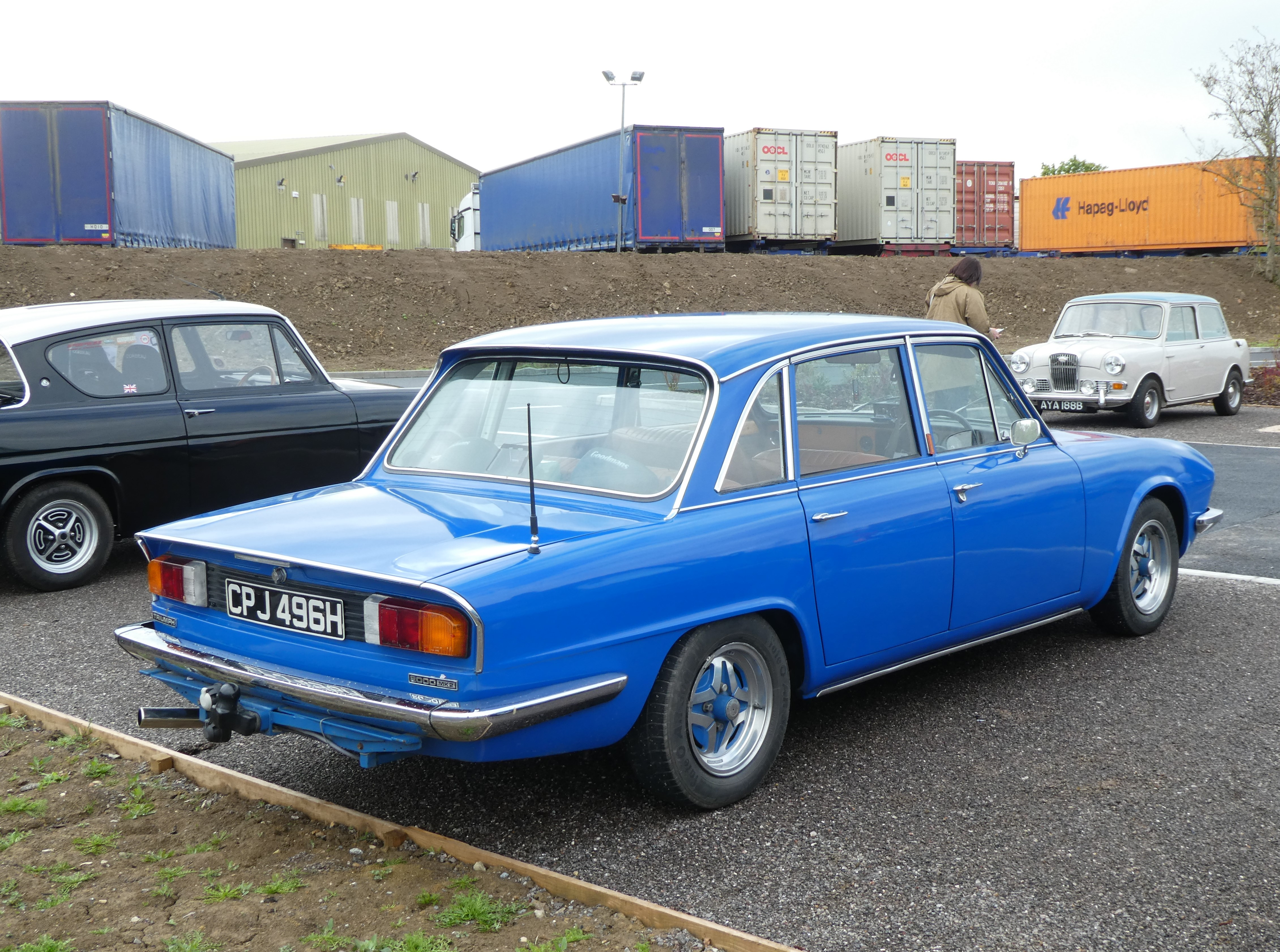
Triumph 2000 Mk.2 (1969-1977)

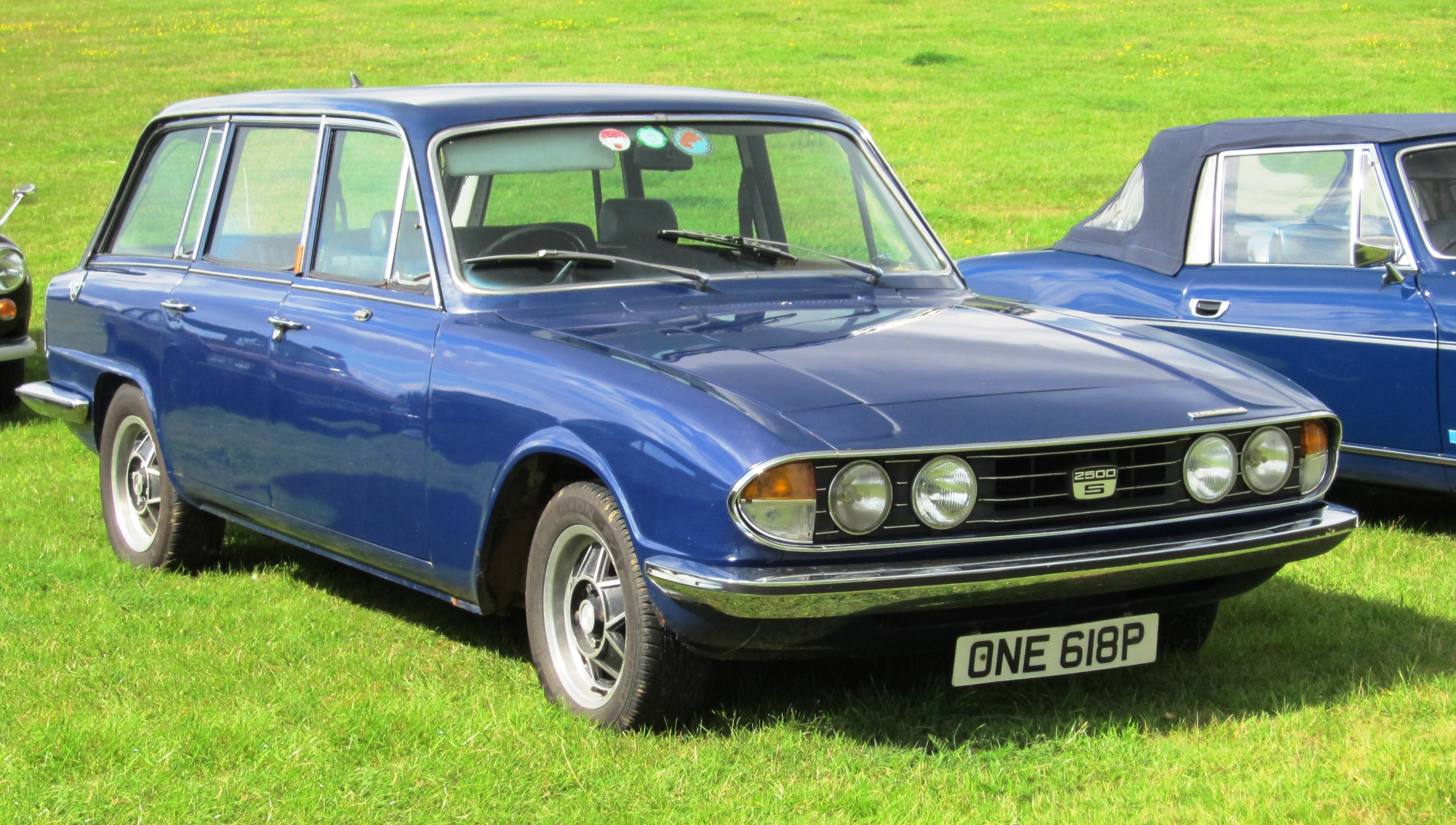
Triumph 2500S estate

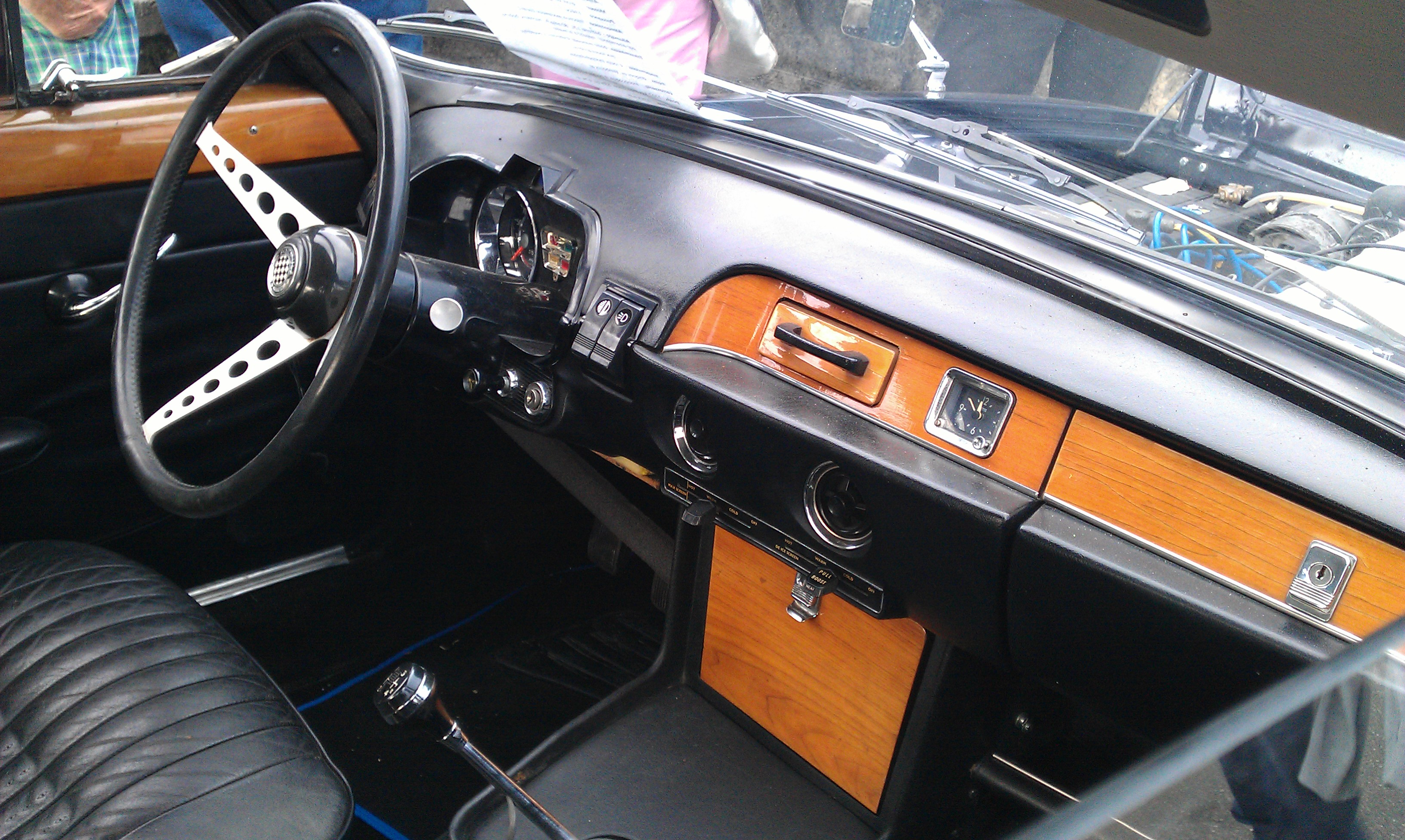

У 1957 році Standard-Triumph розпочав роботу над спадкоємцем моделі Standard Vanguard, яка сприймалася як нецікавий автомобіль і не мала успіху на ринку. Первісна конструкція нового автомобіля під кодовою назвою «Zebu» передбачала використання каркасної конструкції, незалежну підвіску обох осей автомобіля, коробку передач, інтегровану з диференціалом, та новий 6-циліндровий 2-літровий рядний двигун. 4-дверний кузов седана, розроблений Джованні Мікелотті, відрізнявся дизайном задньої частини - вертикальним заднім склом і крилоподібним дахом над ним. Проблеми з коштами, а також технічні труднощі спричинили затримку роботи. У 1959 році зненацька в дизайнерській команді була викликана тим, що приїжджаючий журналіст The Motor повідомив, що один із конкурентів планував випустити моделі з дуже подібною формою кузова із вищезазначеним "крилом" (це були моделі Ford Anglia 105E та Consul Classic 109E).
У 1961 році компанія Leyland Motors придбала проблемну компанію. Незабаром було вирішено розпочати проектні роботи з нуля. Замість каркасної конструкції було використано тримальний кузов, а також звичайний привід. Автомобіль отримав інший, але не менш сміливий зовнішній вигляд, за що Мікелотті знову відповідав. Проектні роботи тривали трохи більше двох років.

## Двигуни
- 1,998 cc І6 (2000)
- 2,498 cc І6 (2.5 PI, 2500TC і 2500S)